# 사상구 을
부산 사상구 을은 대한민국의 옛 국회의원 선거구이다. 당시 사상구의 일부 지역을 관할했다.

## 역사
1995년 3월, 북구의 일부 지역이 사상구로 독립했다. 이에 1996년 대한민국 제15대 국회의원 선거를 앞두고 신설되었다. 신설 당시 감전동·주례동·학장동·엄궁동을 관할했다.

## 관할 구역
| 대수 | 관할 구역                                                          |
| ---- | ------------------------------------------------------------------ |
| 15대 | 사상구 감전1동, 감전2동, 주례1동, 주례2동, 주례3동, 학장동, 엄궁동 |

## 역대 국회의원
| 선거   | 정당 | 정당     | 의원   |
| ------ | ---- | -------- | ------ |
| 1996년 |      | 신한국당 | 신상우 |

## 역대 선거 결과

### 대한민국 제15대 국회의원 선거
|  | 47.59% |

|  | 21.81% |

|  | 18.81% |

|  | 5.56% |

|  | 5.33% |

|  | 0.88% |